# Groß Schacksdorf-Simmersdorf
Groß Schacksdorf-Simmersdorf település Németországban, azon belül Brandenburgban. Lakosainak száma 762 fő (2023. december 31.).

## Népesség
A település népességének változása:
| Lakosok száma | 1025 | 980  | 877  | 816  | 762  |
|               | 2017 | 2019 | 2021 | 2022 | 2023 |